# میلاتوواتس (ژاگوبیتسا)
میلاتوواتس (به صربی: Milatovac) یک منطقهٔ مسکونی در صربستان است که در ژاگوبیتسا واقع شده‌است. میلاتوواتس ۲۲٬۸۲۸ نفر جمعیت دارد.